# Вики Вет
Вики Вет (на английски: Vicky Vette) е артистичен псевдоним на норвежката порнографска актриса и уебмастър.

## Ранен живот
Родена е на 12 юни 1965 г. в град Ставангер, Норвегия, но израства в Канада и САЩ.
Когато е на четири години и половина емигрира заедно със семейството си от Норвегия в Канада, а по-късно се местят в Атланта, САЩ.

## Кариера
След като завършва образованието си работи като секретарка, счетоводител, асистент на адвокат и сътрудник на строителен предприемач. През 2003 г. изпраща своя снимка в редакцията на списание Хъслър, харесана е от редакторите и така се стига до снимането на първите ѝ еротични фотосесии. Вет дебютира като актриса в порнографската индустрия на 31 май 2003 г. със сцена с двойно проникване във филма „The Evil Vault“ на продуцентската компания „Evil Angel“.
В следващите три години родената в Норвегия порноактриса се снима в над 150 порнофилма на компаниите „Naughty America“, „Smash Pictures“ и сайтът Danni.com. През лятото на 2006 г. спира да се снима във филмови продукции и се фокусира върху създаването на свои собствени порнографски видеоклипове, които разпространява чрез своя уебсайт.
Вет е уебмастър на мрежата „VNAGirls.com“, включваща уебсайтовете на порноактрисите Джулия Ан, Ники Бенц, Боби Идън, Сара Джей, Пума Суид и други. Също така е разработила и поддържа своя собствена мрежа за уебсайтове с излъчвания на живо с уеб камери.
Играе една от главните роли в индонезийския игрален филм „Pacar Hantu Perawan“.
През 2012 г. дава интервю и снима фотосесия за аржентинското издание на списание Максим.
Според медиите в родината ѝ Вики Вет е най-популярният норвежец в социалната мрежа Туитър.

## Награди и номинации
Зали на славата и награди за цялостно творчество
- 2012: NightMoves зала на славата.[7][6][10]
- 2016: AVN зала на славата.[11]

Носителка на индивидуални награди
- 2003: BeaverHunt голяма награда.[7]
- 2005: AVN награда за най-добро закачливо изпълнение – „Метрополис“.[12]
- 2010: NightMoves награда за най-добър Milf (избор на феновете).[7][13]
- 2010: Fame Registry награда за Milf на годината.[7]
- 2010: Fame Registry награда за най-популярна уебсайт звезда.[7]
- 2011: NightMoves награда за най-добро онлайн присъствие (избор на феновете).[7][14]
- 2011: Fame Registry награда за секси уебмистрес.[7]
- 2011: Fame Registry награда за сензация на социалната мрежа.[7]
- 2012: XBIZ награда за уеб момиче на годината.[15]
- 2012: Fame Registry награда за секси уебмистрес.[7]
- 2013: XBIZ награда за уеб звезда на годината.[7][16]
- 2014: NightMoves награда за най-добри гърди (избор на феновете).[17]

Носителка на награди за изпълнение на сцени
- 2005: AVN награда за най-добро закачливо изпълнение – за изпълнение на сцена във филма „Метрополис“.[18]

Номинации за индивидуални награди
- 2004: Номинация за CAVR награда за най-добра нова звезда.[7]
- 2005: Номинация за AVN награда най-добра нова звезда.[7][19][20]
- 2006: Номинация за F.A.M.E. награда за най-добри гърди.[7]
- 2006: Номинация за Exotic Dancer награда за любимка на собствениците на клубове.[7]
- 2009: Номинация за XBIZ награда за уеб момиче на годината.[7]
- 2010: Номинация за XBIZ награда за уеб момиче на годината.[7][21]
- 2012: Номинация за AVN награда за Туитър кралица.[7]
- 2012: Номинация за NightMoves награда за най-добри гърди.[7]
- 2012: Номинация за NightMoves награда за най-добър уебсайт.[7]
- 2013: Номинация за AVN награда за Туитър кралица.[7]
- 2013: Номинация за NightMoves награда за най-добра звезда в социалните медии.[22]

Номинации за награди за изпълнение на сцени
- 2006: Номинация за AVN награда за най-добра соло секс сцена – за изпълнение на сцена във филма „Гробница на курви“.[7][19]

Други признания и отличия
- 2007: Booble Мис февруари.[7]
- 2008: Booble Мис март.[7]
- 2008: Booble момиче на годината.[7][23]
- 2010: 2-ро място в конкурса Мис FreeOnes.[7][24]
- 2011: 2-ро място в конкурса Мис FreeOnes.[7][24]
- 2012: Победител в конкурса Мис FreeOnes.[7]